# Susan Aho

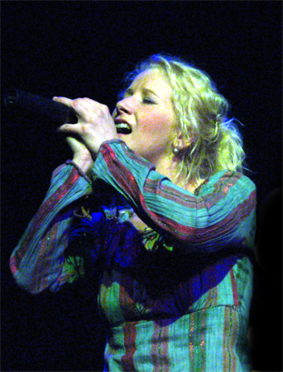
Susan Aho live in Berlin 2006

Susan Aho (* 5. März 1974 in Espoo) ist eine finnische Musikerin, die seit 1997 der erfolgreichen finnisch-karelischen Musikgruppe Värttinä angehört. Sie stammt aus Espoo im Süden Finnlands, nahe der Hauptstadt Helsinki.
Nachdem sie sich bereits seit ihrem 14. Lebensjahr dem Akkordeonspiel gewidmet hatte, war Susan Aho 1998 Akkordeonistin und Sängerin für Värttinäs Album "Vihma", wandte sich jedoch bereits für das Folgealbum "Ilmatar" (2001) ausschließlich dem Gesang zu und wurde am Akkordeon durch Markku Lepistö ersetzt. Sie studiert an der Abteilung für Volksmusik der renommierten  Sibelius-Akademie Helsinki und ist neben Värttinä in diverse andere Projekte involviert.
So wirkte sie beispielsweise als Sängerin und Akkordeonistin in der Griechischen Gruppe „Odysseia“, war Mitglied der Folkband Metsänväki und spielte gemeinsam mit der finnischen Akkordeonistin Minna Luoma finnische Zigeunerlieder in der Gruppe Rotunaiset. Sie ist seit 1998 bis heute Teil der balkan-finnischen Formation „Vaeltajat“, in welcher sie ebenfalls singt und Akkordeon spielt.
Sie arbeitet außerdem  mit dem bereits 1977 gegründeten „Puppen-Theater Sampo“ (Nukketeatteri Sampo) in Helsinki zusammen, in welchem das Zusammenwirken des traditionellen Puppentheaters mit Musik und Dichtung eine große Rolle spielt.
2008 gründete sie mit Johanna Virtanen das Duo Kuunkuiskaajat. 2010 gewannen sie die Finnische Vorausscheidung zum Eurovision Song Contest 2010 mit dem Lied Työlki ellää, konnten sich aber nicht für das Finale qualifizieren. 2011 verlas Aho die finnische Punktevergabe für den 56. Eurovision Song Contest in Düsseldorf.

## Veröffentlichungen (mit Värttinä)
- 1998: Vihma
- 2000: Ilmatar  (diverse re-releases 2001)
- 2001: 6. 12. (Live-Album)
- 2002: Live in Helsinki (= 6. 12.); Double Life (2 Cd-Compilation)
- 2003: Iki
- 2005: Snow Angel (Compilation, Veröffentlichung nur in der Tschechischen Republik); mit Värttinä auf: Simon Ho: Simon Ho
- 2006: Miero; mit Värttinä auf: Ho Orchestra: A normal Sunday (live Cd); Archive Live (DVD)
- 2012: Utu

## Weitere Veröffentlichungen
- 2008: Kuunkuiskaajat – Kuunkuiskaajat
- 2014: Tipsy Gipsy – CD des Duo-Projekts von Susan Aho und Karoliina Kantelinen